# Ratzingerova cena
Ratzingerova cena, také nazývaná Nobelova cena za teologii, je ocenění od roku 2011 každoročně udělované Vatikánskou nadací Josepha Ratzingera – Benedikta XVI. za vědecký přínos v oblasti biblické exegeze, patristiky nebo fundamentální teologie. Je dotována částkou 50 000 euro a laureátům ji předává papež.

## Laureáti Ratzingerovy ceny
- 2011: prof. Manlio Simonetti, prof. Olegario González de Cardedal a prof. Heinrich Josef Maximilian Heim OCist
- 2012: prof. Brian Edward Daley SJ a prof. Rémi Brague
- 2013: prof. Richard A. Burridge a ThDr. Christian Schaller
- 2014: Anne-Marie Pelletier (* 1946, francouzská teoložka) a Waldemar Chrostowski (* 1951, polský teolog)
- 2015: Nabil el-Khoury (* 1941, libanonský teolog), Mario de França Miranda SJ (* 1936, brazilský teolog)
- 2016: Inos Biffi a Ioannis Kourempeles
- 2017: Karl-Heinz Menke (* 1950, německý teolog, Theodor Dieter (* 1951, německý teolog), Arvo Pärt (* 1935, estonský skladatel)  [1]
- 2018: Marianne Schlosser (* 1959, německá teoložka), Mario Botta (* 1943, italský architekt) [2]
- 2019: Charles Taylor (* 1931, kanadský politolog a sociolog), Paul Béré (* 1966, teolog z Burkiny Faso)
- 2020: Jean-Luc Marion (* 1946, francouzský filosof), Tracey Rowlandová (* 1963, australská teoložka)
- 2021: Hanna-Barbara Gerl-Falkovitzová (* 1945, německá filosofka), Ludger Schwienhorst-Schönberger (* 1957, německý teolog)[3]